# De kat heeft het opgegeten

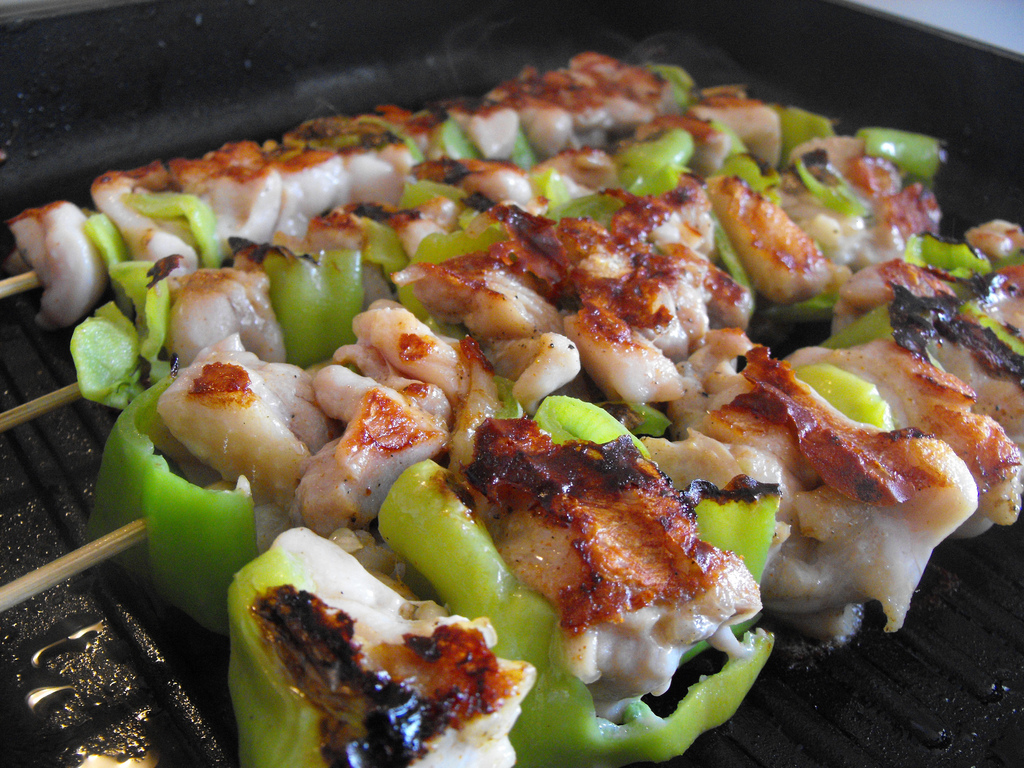
Sis-kebab

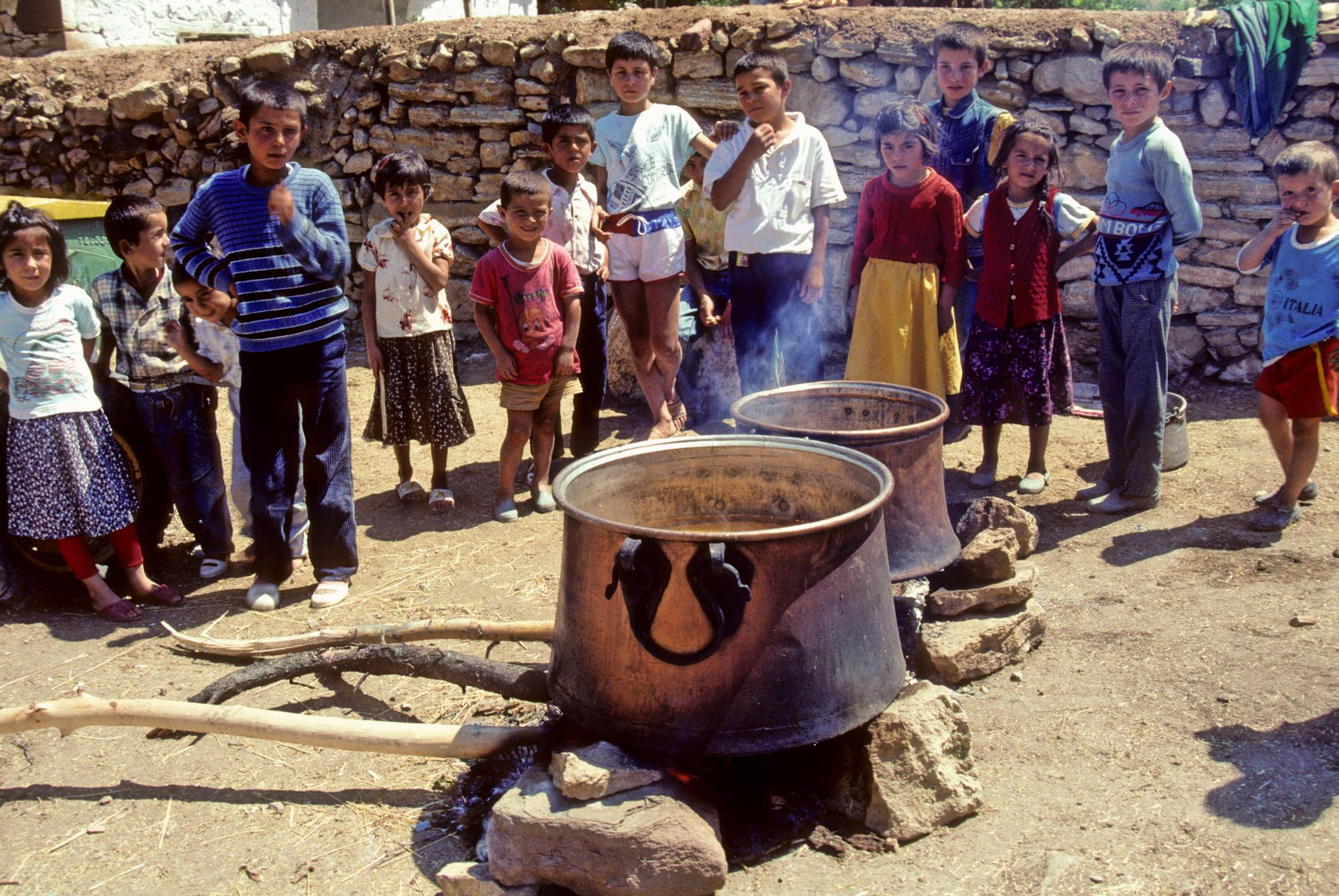
De bereiding van bulgur

De kat heeft het opgegeten is een volksverhaal uit Turkije.

## Het verhaal
Hodja loopt langs de slager, waar het zoontje van de slager jaagt op vliegen. Het lijkt alsof het malse vlees bij hem op tafel staat en hij koopt een kilo van het beste vlees. Hodja heeft onderweg naar huis al zes maaltijden klaargemaakt en besluit dat hij een zevende wenst. Hij geeft het vlees aan zijn vrouw en vertelt zijn wensen voor zijn favoriete maaltijd. Hij gaat naar het theehuis voor een middagslaap, terwijl zijn vrouw het werk moet doen. Ze prikt vlees, uien, paprika en tomaten aan een vleespen. Ze roostert dit en weekt bulgur, ze doet nog veel meer. Ze dekt de tafel volgens de wensen van Hodja.
Ze stuurt niet haar buurjongetje naar het theehuis, zoals ze normaal gesproken doet. Ze nodigt haar beste vriendinnen uit en ze doen zich tegoed aan de sis-kebab. Hodja komt terug en ziet dat er alleen een bord soep op tafel staat. Hij vraagt waar het vlees is en zijn vrouw vertelt dat de kat het heeft opgegeten. Hodja tilt de kat op en zet haar op de weegschaal. Het dier weegt precies één kilo en Hodja vraagt dan waar de kat is gebleven.

## Achtergronden
- Ook in de 13e eeuw namen vrouwen het kennelijk niet altijd als de man zich laat bedienen.
- Nasreddin Hodja laat zich niet bedonderen en bedenkt een slimme manier om de aannemelijke smoes van zijn vrouw te ontkrachten.
- Vergelijk Djha en de kat uit Marokko.